# Universidad Nacional de Asunción
Universidad Nacional de Asunción – paragwajski uniwersytet publiczny w San Lorenzo.

## Historia
Uniwersytet został założony w 1889 roku, będąc jednocześnie pierwszą tego typu instytucją w Paragwaju. Początkowo na uniwersytecie wykładano prawo, medycynę, matematykę, farmację i położnictwo. Obecnie (2010) na uniwersytecie jest wykładane 78 kierunków na 12 wydziałach.

## Podstawowe statystyki
| Ranking          | Ranking         |
| Ranking krajowy  | Ranking krajowy |
| Ranking          | 2014            |
| ---------------- | --------------- |
| Webometrics      | 1               |
| QS Latin         | 78              |
| Ranking światowy |                 |
| Webometrics      | 2429            |

## Wydziały
W ramach uczelni działają następujące wydziały:
- Wydział Prawa i Nauk Społecznych[a]
- Wydział Nauk Medycznych[b]
- Wydział Inżynierii[c]
- Wydział Ekonomiczny[d]
- Wydział Stomatologii[e]
- Wydział Nauk Chemicznych[f]
- Wydział Nauk Rolniczych[g]
- Wydział Filozofii[h]
- Wydział Weterynarii[i]
- Wydział Architektury, Wzornictwa i Sztuki[j]
- Wydział Politechniczny[k]
- Wydział Nauk Przyrodniczych[l]